# کلید گروپ
کلید گروپ یک گروه رسانه‌ای به ریاست نجیبه ایوبی در افغانستان است که نشریه‌های مهمی چون هفته نامه کلید و هفته نامه مرسل و نیز رادیوی کلید را نشر می‌کند. کلید گروپ همچنین برنامه‌های گفتمان‌زایی دربارهٔ حقوق بشر، دموکراسی و جامعهٔ مدنی راه اندازی کرده‌است مانند راه اندازی کنفرانس بین المللی در شهر کابل درباره آزادی بیان و نقش جامعه مدنی در هماهنگی با رسانه‌ها.